# David Daniels (basket-ball)
Pour les articles homonymes, voir David Daniels (homonymie) et Daniels.
David Daniels, né le 2 avril 1971 à Fort St. John, au Canada, est un joueur et entraîneur canadien de basket-ball, évoluant au poste de meneur.

## Palmarès
- 3e du championnat des Amériques 2001